# Pramínky
Pramínky – cimbálová muzika Pramínky – byla založena v září roku 2001 na Základní umělecké škole Zdeňka Buriana v Kopřivnici. Jejím zakladatelem se stal externí učitel, pedagog Vladan Jílek, ředitel organizace Kulturní dům Kopřivnice, autor projektu Úspěšné děti. Muziku tvořili v té době tito muzikanti: cimbalistka Gabriela Jílková, houslisté Kristýna Hasserová, Lucie Chalupová, Eliška Vidlářová, Václav Kopelec a violoncellista David Krompolc. Cimbálová muzika Pramínky natáčela v České televizi v Praze na Kavčích horách, natáčela i pro Českou televizi v Ostravě  a Brně. Z natáčení v Českém rozhlase v Ostravě vzniklo mini CD s vánočními koledami. Muzika doprovázela zpěvačku lidových písní – valašskou královnu Jarmilu Šulákovou, reprezentovala Českou republiku na mezinárodních koncertech ve francouzském městě Trappes, vystupovala na Mezinárodním hudebním festivalu Janáčkovy Hukvaldy. V roce 2009 získala cimbálová muzika Pramínky ve finále celostátní soutěže základních uměleckých škol 1. místo  a zvláštní ocenění poroty za vynikající hru na cimbál. 

## Historie

### Začátky
Cimbálovou muziku Pramínky založil v září roku 2001 pedagog Vladan Jílek. Místem působení muziky se na dlouhá léta stala Základní umělecká škola Zdeňka Buriana v Kopřivnici. V té době tvořilo cimbálovou muziku šest muzikantů (cimbál, housle, violoncello).

### Vystoupení
Základem kmenového repertoáru cimbálové muziky Pramínky se staly lidové písně z Moravy a Slovenska. Muzika má za sebou dlouhou řadu nejrůznějších vystoupení (několik desítek vystoupení ročně). Natáčeli v České televizi v Praze na Kavčích horách, kde si je pozvala do svého pořadu Pohádková neděle Dáda Patrasová. Také několikrát natáčeli pro Českou televizi v Ostravě a Brně. Muzika dlouhodobě spolupracuje i s TV NOE. Za své největší úspěchy muzikanti považují koncert Proměny písničky, na kterém doprovázeli zpěvačku lidových písní – valašskou královnu Jarmilu Šulákovou, reprezentaci České republiky na dvou mezinárodních koncertech ve francouzském městě Trappes, či nezapomenutelné vystoupení na Mezinárodním hudebním festivalu Janáčkovy Hukvaldy. V roce 2010 muzika účinkovala na 65. ročníku prestižního Mezinárodního folklorního festivalu Strážnice 2010 v pořadu Muzičky. Ve stejném roce se zúčastnila i veřejného natáčení Českého rozhlasu Ostrava, kde společně s Mons. Janem Graubnerem, arcibiskupem olomouckým a Janem Kačerem, hercem Národního divadla, účinkovala v pořadu Vánoční setkání v Janíkově stodole. 23. dubna 2011 muzika oslavila tříhodinovým koncertem Z Pramínků řeka deset let své existence.

### Mini CD
V roce 2004 natáčela cimbálová muzika Pramínky v Českém rozhlase v Ostravě. Ve spolupráci s režisérem Janem Rokytou a mistrem zvuku Lubošem Výrkem vzniklo první mini CD, jehož obsahem byly vánoční koledy.

### Soutěže
Od roku 2003 se muzika pravidelně zúčastňovala celostátních soutěží ZUŠ, které se konaly jednou za tři roky.
Umístění:
Rok 2009 - 1. místo v celostátním finále v Kyjově + zvláštní ocenění poroty za vynikající hru na cimbál
Rok 2006 - 3. místo v celostátním finále v Břeclavi + zvláštní ocenění poroty za přirozené využití cimbálu v cimbálové muzice
Rok 2003 - 2. místo v okresním kole
V roce 2011 se cimbálová muzika Pramínky zúčastnila soutěže Hudební střípky Jaroslava Juráška, která se konala v Brně a z níž si přivezla 1. místo.

## Realizované projekty

### Muzičky 2009
4. ročník mezinárodních tvůrčích dílen dětských muzik

Ve dnech 7.-11. října 2009 se cimbálová muzika Pramínky zúčastnila 4. ročníku mezinárodní tvůrčí dílny dětských muzik – MUZIČKY 2009. Pořadatelem tvůrčí dílny je Národní ústav lidové kultury ve Strážnici. Celý projekt probíhá pod záštitou Ministerstva kultury České republiky v rámci jeho programu "Měsíc české a slovenské kulturní vzájemnosti". V roce 2009 se tvůrčí dílny zúčastnila jak cimbálová muzika Pramínky ze Základní umělecké školy Zdeňka Buriana z Kopřivnice, tak Mladá dudácká muzika ze Strakonic a Ľudová hudba Základné umelecké školy Michalovce. S muzikanty pracovali lektoři: Mgr. Vladan Jílek, Mgr. Zdeněk Vejvoda a pan Ladislav Pastír. Hlavním cílem celé akce bylo bližší seznámení dětí a mládeže s regionálními specifiky lidové hudby a kultury z jednotlivých etnografických oblastí původu muzik.

### Jablúčko a sakura
3. ročník mezinárodního česko-japonského projektu

Ve dnech 16.-24. března 2011 se cimbálová muzika Pramínky zúčastnila 3. ročníku mezinárodního projektu, jehož dominantním rysem je setkávání japonských a českých hudebníků a jejich kultur, tentokrát s mottem Japonsko-české setkání s lidovou písní. Účinkovalo japonské trio ve složení Yukiko Sawa (klavír), Shoko Kosugi (flétna), Kaoru Nakaymana (violoncello) a cimbálová muzika Pramínky z Kopřivnice. Během týdenního turné po moravských vesnicích a městech zazněly na koncertech japonské a moravské lidové písně, a to jak v samostatných blocích obou hudebních těles, tak i v závěrečném bloku společně nastudovaných skladeb. Koncerty byly doprovázené mluveným slovem. O třetí ročník tohoto zajímavého projektu projevila zájem také televize NOE, která mu následně věnovala hodinový pořad U NÁS aneb od cimbálu o lidové kultuře. Záštitu nad celým projektem převzalo Japonské velvyslanectví v Praze.

### Spolupráce s Pěveckým sborem Ondráš
Nad horama vyšla hvězda – komponované vánoční pásmo

V závěru roku 2011 připravila cimbálová muzika Pramínky společně s Pěveckým sborem Ondráš z Nového Jičína komponované vánoční pásmo Nad horama vyšla hvězda, složené převážně z lašských a valašských lidových koled. Pásmo provedlo posluchače vánočním příběhem až k betlémským jesličkám, zavedlo je mezi pastýře i prosté koledníky. Obě hudební tělesa se v něm představila samostatně i společně nastudovanými vánočními písněmi a koledami.

## Členové

### Současní členové
Gabriela Tannertová (roz. Jílková) – cimbál

Kristýna Hasserová – housle prim

Václav Kopelec – housle prim

Diana Pomklová – housle prim

Eva Gardášová – housle 2. hlas

Lukáš Gembčík – housle 2. hlas

Martina Škývarová – housle, viola

Klára Vašicová – housle kontra

David Krompolc – violoncello
Kryštof Sopuch – kontrabas 

Vladan Jílek – kontrabas

### Bývalí členové
Lucie Chalupová – housle kontra

Eliška Vidlářová – housle kontra

Petr Janečka – kontrabas
Dennis Schneiderka – housle 2. hlas
Dominik Gardáš – kontrabas, viola

### Zakládající členové
Gabriela Jílková – cimbál

Kristýna Hasserová – housle prim

Václav Kopelec – housle 2. hlas

Lucie Chalupová – housle kontra

Eliška Vidlářová – housle kontra

David Krompolc – violoncello